# NGC 3203
NGC 3203 (również PGC 30177) – galaktyka spiralna (S0-a), znajdująca się w gwiazdozbiorze Hydry. Odkrył ją John Herschel 24 marca 1835 roku.